# Йолкіно (Новгородська область)
Йолкіно (рос. Ёлкино) — присілок в Пестовському районі Новгородської області Російської Федерації.
Населення становить 43 особи. Входить до складу муніципального утворення Биковське сільське поселення.

## Історія
Від 2004 року входить до складу муніципального утворення Биковське сільське поселення

## Населення
| 2010 |
| ---- |
| 43   |